# Беккеров, Василий Полуэктович
Василий Полуэктович Беккеров (15 марта 1917, Седанка, Камчатская область — 29 мая 1986) — советский партийный и государственный деятель, председатель Корякского окрисполкома (1959—1971).

## Биография
Василий Полуэктович Беккеров родился 15 марта 1917 года в селе Седанка (ныне — в Тигильском районе Камчатского края).
Член ВКП(б) с 1942 года. Ительмен.
В 1940—1941 гг. проходил обучение в Ленинградском институте народов Севера, затем — в Хабаровской краевой партийной школе. Окончил Высшую партийную школу при ЦК КПСС (заочно).
- 1935—1940 гг. — учитель в с. Воямполка.
- 1941—1947 гг. — в РККФ — Военно-Морском Флоте, служил на Северном флоте, освоил воинскую специальность рулевого. Сопровождал транспорты, направляющиеся от берегов Великобритании в Мурманск. Был награжден боевыми орденами и медалями.
- 1952 г. — секретарь Карагинского районного комитета ВКП(б) — КПСС (Корякский национальный округ).
- 1959—1971 гг. — председатель исполнительного комитета Корякского окружного Совета.
- 1971—1972 гг. — руководитель Группы народностей Севера исполнительного комитета Камчатского областного Совета.

С 1976 г. на пенсии.

## Награды и звания
Был награжден орденами Отечественной войны II степени, «Знак Почёта», медалью «За трудовую доблесть».